# Sonny tra le stelle
Sonny tra le stelle (Sonny with a Chance) è una serie televisiva trasmessa su Disney Channel, creata da Steve Marmel, che racconta di una ragazza di nome Sonny Monroe (Demi Lovato), la quale diventa il nuovo membro del cast di una commedia dal vivo, "So Random!". La prima stagione è stata trasmessa negli USA dall'8 febbraio 2009 al 22 novembre 2009, mentre la seconda stagione dal 14 marzo 2010 al 2 gennaio 2011.
In Italia la prima stagione è andata in onda dal 18 giugno 2009 al 10 febbraio 2010, mentre la seconda 15 maggio 2010 al 17 marzo 2011, entrambe in prima visione su Disney Channel. La serie è stata replicata in chiaro su diversi canali, tra cui Canale 5, Italia 1, Italia 2, La5 e Rai Gulp.

## Trama
Sonny Monroe viene notata per la sua estrosità su internet dai produttori di "So Random!", una sitcom molto popolare. Questi ultimi le propongono di entrare a far parte dello show, e lei accetta.

## Episodi
| Stagione         | Episodi | Prima TV USA | Prima TV Italia |
| ---------------- | ------- | ------------ | --------------- |
| Prima stagione   | 21      | 2009         | 2009-2010       |
| Seconda stagione | 25      | 2010-2011    | 2010-2011       |

## Personaggi e interpreti

### Personaggi principali
- Allison "Sonny" Monroe, interpretata da Demi Lovato, doppiata da Rossa Caputo.
La protagonista della serie. Ha sempre delle idee geniali e, anche se non lo ammette, è chiaramente innamorata di Chad Dylan Cooper. Inizialmente non va d'accordo con Tawni, ma poi le due ragazze diventano amiche. Nella seconda stagione si fidanza con Chad, per poi però lasciarlo verso la fine per via del proprio egoismo. Nonostante ciò, ne rimane innamorata.
- Tawni Hart, doppiata da Tiffany Thornton, doppiata da Valentina Favazza.
La migliore amica di Sonny. Molto vanitosa, non riesce a fare a meno di guardarsi costantemente allo specchio.
- Chad Dylan Cooper, interpretato da Sterling Knight, doppiato da Alessio Nissolino.
Il protagonista della serie tv rivale di So Random!. È un ragazzo vanitoso ed egoista. Nell'episodio 4 comincia ad interessarsi a Sonny, nonostante non lo ammetta. Si fidanza con lei nella seconda stagione, diventando molto protettivo nei suoi confronti. Inizia così a frequentare il cast di So Random! e passare sempre più tempo nella Stanza degli Attrezzi di Scena. Verso la fine però Sonny, a causa del suo egoismo, lo lascia. Lui, nonostante la rottura, rimane innamorato di lei, poiché non gli è possibile dimenticarla.
- Nico Harris, interpretato da Brandon Smith, doppiato da Stefano De Filippis.
Il più matto dei personaggi e il migliore amico di Grady Mitchell, con cui condivide tutto (inclusa la data di nascita). Come Grady, anche Nico è alla ricerca di una ragazza.
- Grady Mitchell, interpretato da Doug Brochu, doppiato da Gabriele Patriarca.
Miglior amico di Nico. Si innamora di Mel nell'ultimo episodio.
- Zora Lancaster, interpretata da Allisyn Ashley Arm, doppiata da Lucrezia Marricchi.
La più piccola e la più intelligente di tutti i personaggi (il suo Q.I ammonta a 155). In un episodio della prima stagione cerca di aiutare Sonny con la geometria, ma quest'ultima non fa altro che pensare allo show a cui partecipa assieme a Tawni ("Le Cassiere"). In un altro episodio Sonny la aiuta con le sue mansioni di Scout in Fiore, e grazie a lei Zora riesce a battere il record come venditrice di biscotti.

### Personaggi secondari
- Dakota Condor, interpretata da G. Hannelius, doppiata da Agnese Marteddu.
Bambina di nove anni figlia di Mr. Condor, il padrone degli studios. È la rivale di Zora (viene chiamata da quest'ultima "cattiva" per i suoi modi subdoli), e per questo vuole diventare una scout in fiore. Si finge appartenente a una fondazione ed ha una cotta per Chad. Nonostante la tenera età, ha sempre la meglio su Sonny.
- Connie Munroe, interpretata da Nancy McKeon, doppiata da Barbara Berengo.
Madre di Sonny, è una fan di Mackenzie Falls.
- Marshall Pike, interpretato da Michael Kostroff, doppiato da Franco Mannella.
Produttore di So Random! e Mackenzie Falls. Vive ancora con la madre.
- Joy Bitterman, interpretata da Vicki Lewis, doppiata da Giò Giò Rapattoni.
Insegnante di Sonny, Tawni, Nico, Grady e Zora. È considerata una strega dagli alunni e da Marshall. È una gattara.
- Grant Mitchell, interpretato da Preston Jones.
Fratello maggiore di Grady e considera quest'ultimo un perdente. Fa sempre soffrire le ragazze.
- Selena Gomez, interpretata da sé stessa, doppiata da Monica Vulcano.
Doveva interpretare Sonny in un film autobiografico di Chad; appare solo in Battle for the Network stars.
- Gassie.
Rough Collie che appare in molti sketch di So Random!. È inoltre uno dei personaggi secondari che appaiono in molteplici episodi. Gassie è chiaramente una parodia di Lassie.

## Produzione

### Sviluppo
La serie è stata annunciata per la prima volta nel 2008 con il titolo provvisorio di Welcome to Mollywood; il personaggio principale avrebbe dovuto chiamarsi infatti "Molly". Successivamente il titolo è stato modificato prima in Welcome to Hollywood e, infine, in Sonny with a Chance. Sempre nel 2008 è stato rivelato il cast della serie. La produzione della trasmissione è entrata nel vivo nel settembre 2008, dopo di che la prima stagione è andata in onda a partire dal febbraio successivo. Una seconda stagione dello show è andata in onda tra 2010 e 2011.

### Cancellazione
Nel 2011, in seguito ai problemi di Demi Lovato legati all'abuso di sostanze stupefacenti e alla bulimia, Disney Channel ha cancellato la terza edizione della serie televisiva (che si è conclusa senza un risvolto conclusivo) e prodotto al suo posto uno spin off intitolato So Random!, al quale ha preso parte l'intero cast principale della serie con l'esclusione della protagonista.

## Colonna sonora
La sigla della serie è cantata da Demi Lovato e si intitola So far, so great.